# I. Metód konstantinápolyi pátriárka
Szent I. Metód (Siracusa, 788/800 – Konstantinápoly, 847. június 14.) konstantinápolyi pátriárka volt 843. március 4-től 847. június 14-ig. Ünnepét június 14-én ülik meg, mind a keleti mind a nyugati egyházban.

## Élete
Vagyonos családban született, fiatalkorában Konstantinápolyba küldték tanulni, hogy később az bizánci udvarnál nyerjen tisztséget. Ehelyett azonban belépett Bithünia kolostorába ahol apát lett. 
V. León bizánci császár uralkodása (813–820) alatt ismét teret nyert a képrombolás. 815-ben Metódot Rómába küldték, feltételezhető az elmozdított I. Niképhorosz pátriárka követeként. 821-ben, amikor visszatért, elfogták és kiközösítette a II. Mikhaél befolyása alatt álló egyházi vezetőség, mivel Metód képtisztelő volt. Ironikusan, 829-ben engedték szabadon, hogy az udvarban töltsön be pozíciót, a még inkább képromboló császár, Theophilosz uralkodása alatt. 
Nem sokkal a császár halála után, 843-ban az udvar befolyásos minisztere, Theoktisztosz meggyőzte az anyacsászárnőt, Theodórát az akkor még gyermek  III. Mikhaél gyámját, hogy ismételten engedélyezze az ikonok tiszteletét és úgy intézte, hogy az elhunyt császár ne kerüljön így egyházi átok hatálya alá. Ez után eltávolította a székéből VII. János konstantinápolyi pátriárkát és a helyébe Metódot neveztette ki, hogy végérvényesen lezárja a képrombolást. Egy héttel kinevezése után, 843 március 11-én, Theodóra, Mikhaél, Theoktisztosz és Metód együtt, győzelmi felvonulást tett a blakhernai templomból a Hagia Szophiába és egyúttal visszahelyezve a képeket a templomokba. Ettől kezdve ez az esemény a keleti egyházakban az Ortodoxia Ünnepe néven kerül megünneplésre, a nagyböjt minden első vasárnapján. 
Rövid patriarchátusa alatt Metód igyekezett egy mérsékelt irányvonalat követni az egykori képrombolókkal szemben. Ez az enyhe politika azonban az extrémista frakció rosszallását váltotta ki, ugyanis ők a képrombolók eretnekek. A radikálisok féken tartása végett Metód kénytelen volt néhány, képromboló elvei mellett továbbra is kitartó szerzetest elfogni és kiközösíteni. 
Metód tanult és képzett volt, több kézirat másolásában és létrehozásában is részt vett. Önálló munkái elsősorban liturgikus munkák, hagiográfiák, költemények, prédikációk és hitviták.

## Fordítás
- Ez a szócikk részben vagy egészben  a   Methodios I of Constantinople című angol Wikipédia-szócikk ezen változatának fordításán alapul.  Az eredeti cikk szerkesztőit annak laptörténete sorolja fel. Ez a jelzés csupán a megfogalmazás eredetét és a szerzői jogokat jelzi, nem szolgál a cikkben szereplő információk forrásmegjelöléseként.